# Пассамакуоди

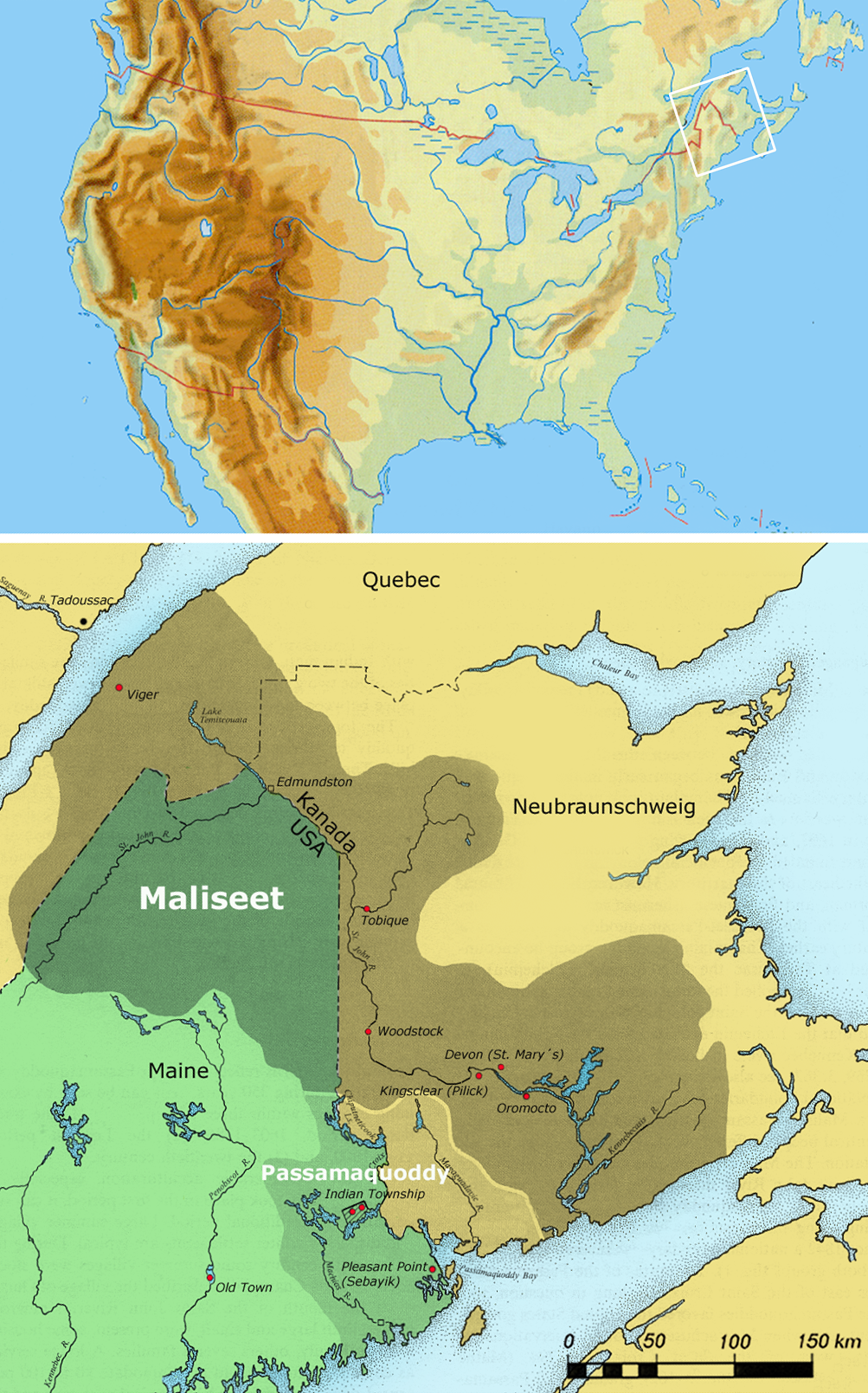
Традиционная территория пассамакуоди

Пассамакуоди — алгонкиноязычное индейское племя, проживающее на северо-востоке Северной Америки. Входили в состав Вабанакской конфедерации.
Ныне пассамакуодди являются федерально признанным племенем в американском штате Мэн, в канадской провинции Нью-Брансуик имеют организованное правительство, но официальный статус первых наций отсутствует.

## Язык
Язык пассамакуоди является частью восточной ветви алгонкинской языковой семьи и практически не отличается от языка их соседей малеситов. Фактически это один язык, подразделяющийся на два диалекта. Большая часть племени говорит по-английски, предпринимаются усилия по возрождению языка пассамакуоди. Около 500 человек, большинство из которых старше 50 лет, говорят на языке малесит-пассамакводди. Университет штата Мэн опубликовал полный словарь языка в 2008 году.

## История
Первый контакт пассамакуоди с европейцами произошёл в начале XVII века. Обширные бухты побережья современного штата Мэн привлекали внимание рыбаков и исследователей, которые искали водный путь через недавно открытый континент. В 1604 году их деревни посетил Самюэль де Шамплен. Примерно в 1617 году племя сильно пострадало от евразийских инфекционных заболеваний. Выжившие продолжали торговать с английскими и французскими купцами, пока Франция не утвердилась в этой области в 1630-х годах. Растущая зависимость индейцев от европейских торговых товаров привела к так называемым бобровым войнам между ирокезами и восточными алгонкинами в период с 1640 по 1701 год. В результате эпидемий, численность пассамакуоди сильно сократилась и, чтобы выжить, в середине XVII века они присоединились к Вабанакской конфедерации, в которую также входил пенобскот, малеситы, микмаки и некоторые племена абенаков.
Французские иезуиты смогли обратить многих членов племени в католицизм в XVIII век, а браки между французами и пассамакуоди укрепили эти отношения. Во время колониальных войн пассамакуоди оставались союзниками Франции. Стратегическое расположение территории племени во время войн между Францией и Англией и большое расстояние до поселений колонистов позволили ему сохранить свою самостоятельность и свои земли до 1760 года. Однако после окончания Войны с французами и индейцами английские поселения быстро распространились вдоль побережья штата Мэн. Во время Американской революции пассамакуоди помогали американцам, надеясь, что британцы уйдут, а их место займут французы.
Начиная с XIX века белые поселенцы стали вытеснять пассамакуоди с их традиционной территории. После того, как Соединённые Штаты добились независимости от Британской империи, племя в конечном итоге было официально ограничено двумя индейскими резервациями — Индиан-Тауншип (площадь 97 км²) и Плезант-Пойнт (площадь 1,5 км²).
Пассамакуодди проживают также в графстве Шарлотт, провинция Нью-Брансуик, Канада, где у них есть глава и организованное правительство. Они поддерживают активные земельные претензии, но не имеют юридического статуса в качестве первой нации.

## Население
Численность пассамакуоди оценивалось примерно в 150 человек в 1726 году. Дальнейшие подсчёты показали следующие результаты — 130 чел. в 1804 году, 379 чел. в 1825 году, 450 чел. в 1859 году, 386 чел. в 1910 году. Согласно переписи населения США 1930 года их насчитывалось 436 человек.
В 2010 году число пассамакуоди в США составляло 2615 человек. К 2020 году число зарегистрированных членов племени составляло 3575 человек, из них, 3369 проживало в США, а 206 — в Канаде.